# Mahmoud Jaber
Mahmoud Jaber (en arabe : محمود جابر, en hébreu : מחמוד ג'אבר), né le 5 octobre 1999 à Tayibe en Israël, est un footballeur international israélien qui évolue actuellement au poste de milieu de terrain à l'AS Saint-Étienne.

## Biographie
Jaber naît en Israël d'une famille arabo-musulmane d'originne palestinienne. Son frère aîné Abdallah Jaber (en) est également footballeur et fut capitaine de l'équipe nationale de Palestine.

### Carrière en club
Formé au Maccabi Haïfa, il est prêté en 2019 pour de deux ans à l'Hapoël Nof HaGalil en deuxième division. Il y fait ses débuts le 22 août lors d'un match de championnat perdu 3 - 2 contre le Maccabi Petah-Tikva.
De retour à Haïfa en 2021, il aide son équipe à remporter son 14e titre de champion d'Israël.

Transféré à l’ASSE en 2025, il marque à domicile  lors de son premier match face à Rodez, dans un Geoffroy Guichard des grands soirs. 

### En sélection
Jaber est appelé pour la première fois en équipe d'Israël pour des matchs de Ligue des nations 2022-2023 en juin 2022. Il fait ses débuts avec Israël en rentrant en jeu lors d'un match nul 2 - 2 à domicile contre l'Islande le 2 juin 2022.

## Statistiques

### En club
| Saison                | Club                  | Championnat           | Championnat | Championnat | Championnat | Coupe(s) nationale(s) | Coupe(s) nationale(s) | Coupe(s) nationale(s) | Supercoupe | Supercoupe | Supercoupe | Compétition(s) continentale(s) | Compétition(s) continentale(s) | Compétition(s) continentale(s) | Compétition(s) continentale(s) | Total | Total | Total |
| Saison                | Club                  | Division              | M.          | B.          | P.d.        | M.                    | B.                    | P.d.                  | M.         | B.         | P.d.       | Comp.                          | M.                             | B.                             | P.d.                           | M.    | B.    | P.d.  |
| 2019-2020             | Hapoël Nof HaGalil    | Liga Leumit           | 28          | 1           | 0           | 2                     | 1                     | 0                     | -          | -          | -          | -                              | -                              | -                              | -                              | 30    | 2     | 0     |
| 2020-2021             | Hapoël Nof HaGalil    | Liga Leumit           | 35          | 2           | 3           | 2                     | 1                     | 0                     | -          | -          | -          | -                              | -                              | -                              | -                              | 37    | 3     | 3     |
| Sous-total            | Sous-total            | Sous-total            | 63          | 3           | 3           | 4                     | 2                     | 0                     | -          | -          | -          | -                              | -                              | -                              | -                              | 67    | 5     | 3     |
| 2021-2022             | Maccabi Haifa         | Liga ha'Al            | 22          | 3           | 6           | 4                     | 0                     | 0                     | 0          | 0          | 0          | C1+C4                          | 0+5                            | 0+0                            | 0+0                            | 31    | 3     | 6     |
| 2022-2023             | Maccabi Haifa         | Liga ha'Al            | 15          | 0           | 1           | 1                     | 0                     | 0                     | 1          | 0          | 0          | -                              | -                              | -                              | -                              | 17    | 0     | 1     |
| 2023-2024             | Maccabi Haifa         | Liga ha'Al            | 25          | 0           | 3           | 1                     | 0                     | 0                     | 1          | 0          | 0          | C1+C3                          | 8+6                            | 1+0                            | 0+0                            | 41    | 1     | 3     |
| 2024-2025             | Maccabi Haifa         | Liga ha'Al            | 25          | 0           | 2           | 2                     | 0                     | 0                     | -          | -          | -          | C4                             | 2                              | 0                              | 0                              | 29    | 0     | 2     |
| Sous-total            | Sous-total            | Sous-total            | 87          | 3           | 12          | 8                     | 0                     | 0                     | 2          | 0          | 0          | -                              | 21                             | 1                              | 0                              | 118   | 4     | 12    |
| Total sur la carrière | Total sur la carrière | Total sur la carrière | 150         | 6           | 15          | 12                    | 2                     | 0                     | 2          | 0          | 0          | -                              | 21                             | 1                              | 0                              | 185   | 9     | 15    |

### En sélection nationale
| Saison                | Sélection             | Phases finales              | Phases finales | Phases finales | Phases finales | Éliminatoires CDM | Éliminatoires CDM | Éliminatoires CDM | Éliminatoires Euro | Éliminatoires Euro | Éliminatoires Euro | Matchs amicaux | Matchs amicaux | Matchs amicaux | Total | Total | Total |
| Saison                | Sélection             | Compétition                 | M              | B              | Pd             | M                 | B                 | Pd                | M                  | B                  | Pd                 | M              | B              | Pd             | M     | B     | Pd    |
| --------------------- | --------------------- | --------------------------- | -------------- | -------------- | -------------- | ----------------- | ----------------- | ----------------- | ------------------ | ------------------ | ------------------ | -------------- | -------------- | -------------- | ----- | ----- | ----- |
| 2022                  | Israël                | Ligue des nations 2022-2023 | 3              | 0              | 0              | -                 | -                 | -                 | -                  | -                  | -                  | 0              | 0              | 0              | 3     | 0     | 0     |
| 2023                  | Israël                | -                           | -              | -              | -              | -                 | -                 | -                 | 1                  | 0                  | 0                  | 0              | 0              | 0              | 1     | 0     | 0     |
| 2024                  | Israël                | Ligue des nations 2024-2025 | 6              | 0              | 0              | -                 | -                 | -                 | -                  | -                  | -                  | 0              | 0              | 0              | 6     | 0     | 0     |
| 2025                  | Israël                | -                           | -              | -              | -              | 1                 | 0                 | 0                 | -                  | -                  | -                  | 0              | 0              | 0              | 1     | 0     | 0     |
| Total sur la carrière | Total sur la carrière | Total sur la carrière       | 9              | 0              | 0              | 1                 | 0                 | 0                 | 1                  | 0                  | 0                  | 0              | 0              | 0              | 11    | 0     | 0     |

## Palmarès

### En club
|  |  | Hapoël Nof HaGalil (2) : - Championnat d'Israël D2 : - Champion : 2020-2021 - Coupe de la Ligue d'Israël D2 : - Vainqueur : 2020-2021 |  | Maccabi Haïfa (5) : - Championnat d'Israël (2) : - Champion : 2021-2022 et 2022-2023 - Vice-champion : 2023-2024 - Supercoupe d'Israël (2) : - Vainqueur : 2021, 2023 - Coupe de la Ligue d'Israël : - Vainqueur : 2021-2022 - Finaliste : 2023-2024, 2024-2025 - Coupe d'Israël : - Finaliste : 2021-2022 |